# John Klotz
John Klotz (ur. ?, zm. ?) – belgijski żeglarz, dwukrotny olimpijczyk, zdobywca srebrnego medalu w regatach na Letnich Igrzyskach Olimpijskich w 1920 roku w Antwerpii.
Na Letnich Igrzyskach Olimpijskich 1920 zdobył srebro w żeglarskiej klasie 6 metrów (formuła 1919). Załogę jachtu Tan-Fe-Pah tworzyli również Charles Van Den Bussche i Léon Huybrechts.
Cztery lata później zdobył zaś 5 lokatę w klasie 6 metrów na jachcie Ciss. Załogę uzupełniali wówczas Léon Huybrechts i Léopold Standaert.